# Phalaenoides tristifica
Phalaenoides tristifica là một loài bướm đêm trong họ Noctuidae.